# Flustrellidra stolonifera
Flustrellidra stolonifera är en mossdjursart som först beskrevs av Okada 1921.  Flustrellidra stolonifera ingår i släktet Flustrellidra och familjen Flustrellidridae. Inga underarter finns listade i Catalogue of Life.